# لينير دومينغيز
لينير دومينغيز Leinier Domínguez (ولد في 23 سبتمبر 1983) لاعب شطرنج كوبي يحمل لقب أستاذ كبير.

## إنجازات
- فاز ببطولة العالم في الشطرنج الخاطف عام 2008، المقامة في ألماتي في كازاخستان، بنتيجة 11.5 من 15 نقطة، متفوقاً على فاسيلي إيفانتشوك، بيتر بيتر سفيدلر، ألكسندر جريشوك وأساتذة كبار آخرين.
- فاز ببطولة كوبا للشطرنج أعوام 2002، 2003، 2006، 2012، 2016.
- شارك في بطولة الشطرنج العالمية في عام 2002 و2004.
- شارك في كأس العالم للشطرنج أعوام 2007، 2009، 2011، 2013، 2015.
- فاز بدورة توري ريبيتو التذكارية للشطرنج في المكسيك عام 2001.
- فاز بدورة كابابلانكا التذكارية للشطرنج لأول مرة عام 2004، وفاز بها عام 2008 و2009.
- فاز بدورة ماخيسترال سيوتات دي برشلونة عام 2006، متفوقا على فاسيلي إيفانتشوك.
- فاز بالمركز الأول مشاركة مع لازارو بروزون في كأس بحر الشمال في الدنمارك عام 2002.
- فاز ببطولة سي بي إيه للشطرنج عام 2008.
- جاء في المركز الأول متعادلاً مع إيفجيني ألكسييف في مهرجان بيل للشطرنج، متفوقاً على ماغنوس كارلسن، وخسر في مباراة تحديد الغالب.

## روابط خارجية
- لينير دومينغيز على موقع الاتحاد الدولي للشطرنج (الإنجليزية)
- لينير دومينغيز على موقع مباريات الشطرنج (الإنجليزية)
- لينير دومينغيز على موقع 365Chess.com (الإنجليزية)
- لينير دومينغيز على موقع Chesstempo.com (الإنجليزية)
- لينير دومينغيز على موقع الاتحاد الأمريكي للشطرنج (الإنجليزية)
- لينير دومينغيز سجل أولمبياد الشطرنج على موقع OlimpBase.org (الإنجليزية)